# West Virginia Schools for the Deaf and the Blind Dairy Barn
La West Virginia Schools for the Deaf and the Blind Dairy Barn est une grange américaine à Romney, en Virginie-Occidentale. Construite vers 1929-1930, elle est inscrite au Registre national des lieux historiques depuis le 15 avril 2022.